# Selaginella palu-palu
Selaginella palu-palu är en mosslummerväxtart som beskrevs av Bail.. Selaginella palu-palu ingår i släktet mosslumrar, och familjen mosslummerväxter. Inga underarter finns listade i Catalogue of Life.